# Elvira Mendes
Elvira Mendes (Elvira Menéndez) (? - 2. prosinca 1022.) bila je kraljica Leona, prva supruga kralja Alfonsa V. Plemenitog.
Njezin je otac bio grof Menendo González, sin Gonzala Menéndeza i Ilduare Peláez. Prema Pelagiju iz Ovieda, Elvirina se majka zvala Mayor. Elvirina je sestra bila Ilduara Mendes, grofica Portugala.
Menendo je bio tutor Alfonsa V., za kojeg se Elvira udala oko 1015. Alfons je tada najvjerojatnije već bio punoljetan. 1017. Elvira je Alfonsu rodila sina Bermuda III., koji je naslijedio oca 1028. godine.
Elvira je također rodila kćer Sanču, koja je bila starija od svog brata. Nejasno je kada je točno Sanča rođena, a jedan izvor navodi da je to bilo 1013., što se čini nemogućim jer ona nigdje nije spomenuta kao izvanbračna kći. Druga je mogućnost da se Elvira udala te godine, i to možda trudna.
Nakon što je umrla u prosincu 1022., Elviru su pokopali u bazilici sv. Izidora.
Elvira je bila baka Sanča II. Kastiljskog i Garcíje II. Galicijskog.